# أونايل
بلدية أونايل (بالإسبانية: Onil), هي بلدية تقع في مقاطعة اليكانتي. جنوب شرق إسبانيا. يبلغ عدد سكانها 7.466 نسمة.

## أعلام
- أوزيبيو كاسيريس

## وصلات خارجية
- (بالإسبانية)